# Bão Gilbert
Bão Gilbert là một cơn bão Đại Tây Dương cực mạnh đã tàn phá khắp khu vực biển Caribe và vịnh Mexico trong khoảng thời gian giữa tháng 9 năm 1988. Gilbert từng một thời là cơn bão mạnh nhất được quan trắc được trên Đại Tây Dương, kỷ lục này tồn tại trong vòng 17 năm cho đến khi bị bão Wilma phá vỡ vào năm 2005. Ngoài ra, Gilbert còn là một trong những cơn bão Đại Tây Dương có kích thước lớn nhất từng quan trắc được. Tại một thời điểm, trường gió bão nhiệt đới (sức gió từ 39 đến 73 dặm/giờ [63–118 km/giờ]) của Gilbert trải rộng ra một vùng có đường kính lên tới 575 dặm (925 km). Gilbert là cơn bão mạnh nhất tấn công Mexico từng được ghi nhận trong lịch sử.
Là cơn bão thứ bảy được đặt tên và bão lớn thứ ba của mùa bão Bắc Đại Tây Dương 1988, Gilbert hình thành từ một sóng nhiệt đới trong ngày 8 tháng 11 tại địa điểm cách Barbados 400 dặm (640 km) về phía Đông. Sau khi mạnh lên thành một cơn bão nhiệt đới vào ngày hôm sau, Gilbert tăng cường độ dần đều khi di chuyển theo hướng Tây - Tây Bắc tiến vào biển Caribe. Vào ngày 10 tháng 9, Gilbert đạt cấp độ cuồng phong và sang ngày 11 là một cơn bão cấp 3. Sau khi tấn công Jamaica trong ngày 12, quá trình tăng cường mãnh liệt xảy ra thêm lần nữa, giúp Gilbert trở thành một cơn bão cấp 5 rất mạnh trong thang bão Saffir–Simpson vào cuối ngày 13. Tiếp theo, cho dù cường độ đã suy giảm đôi chút, Gilbert vẫn đổ bộ vào bán đảo Yucatán với trạng thái bão cấp 5. Do tương tác với đất liền, cơn bão suy yếu rất nhanh và tiến vào vịnh Mexico trong ngày 15 với trạng thái bão cấp 2. Di chuyển trên vịnh Mexico, Gilbert mạnh dần trở lại trước khi đổ bộ vào đất liền Mexico trong ngày 16. Cuối cùng, cơn bão suy yếu dần và tan vào ngày 19 tháng 9 trên vùng Trung Tây Hoa Kỳ.
Gilbert hoành hành trên biển Caribe và vịnh Mexico trong gần 9 ngày. Tổng cộng, cơn bão đã khiến 318 người thiệt mạng, thiệt hại vật chất là 7,1 tỷ USD (trị giá năm 1988). Do những tổn thất to lớn mà bão gây ra, Tổ chức Khí tượng Thế giới đã khai tử tên bão Gilbert vào mùa xuân năm 1989 và thay thế bằng Gordon.

## Lịch sử khí tượng

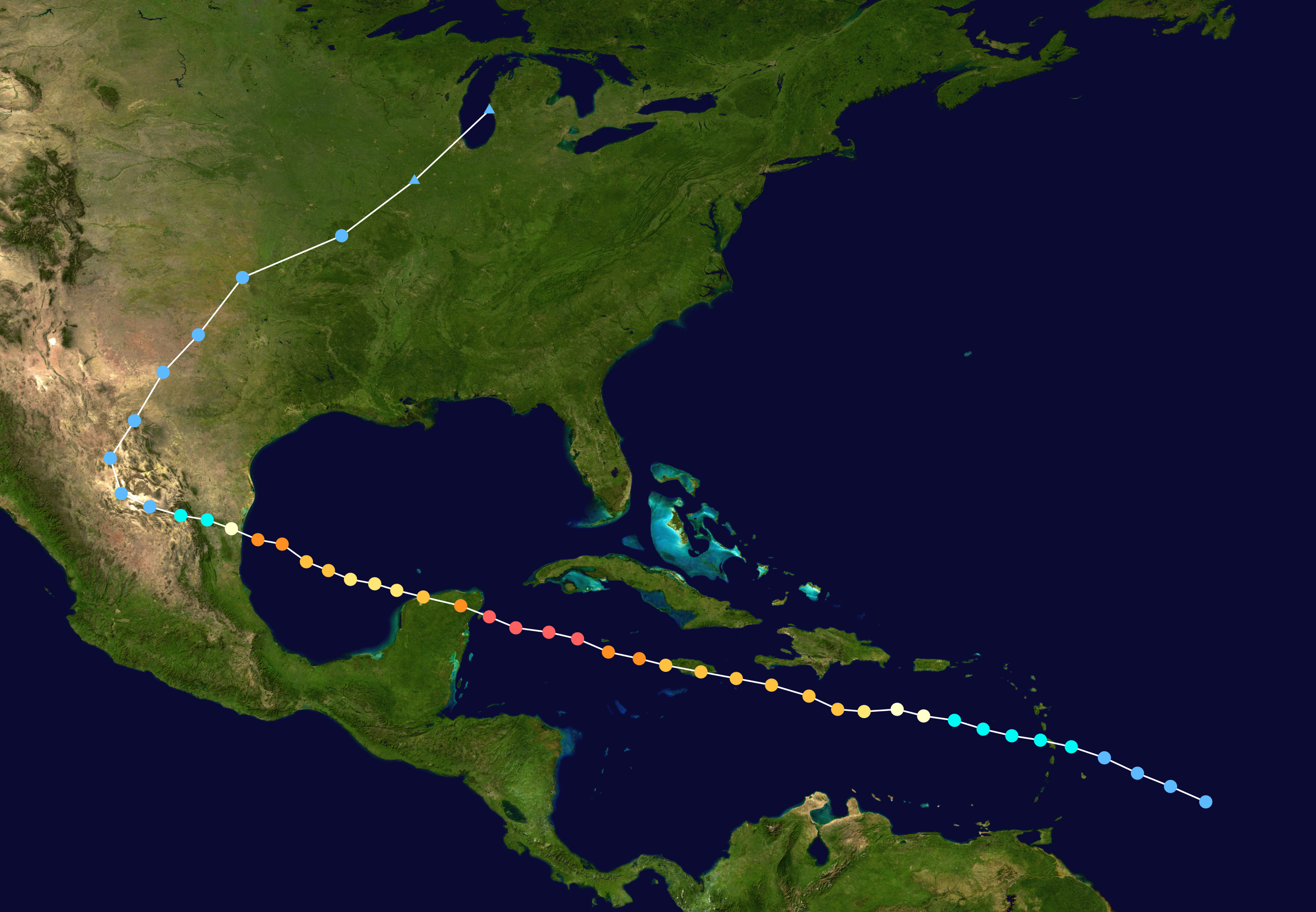
Bản đồ mô tả quỹ đạo và cường độ của Gilbert theo thang gió bão Saffir–Simpson

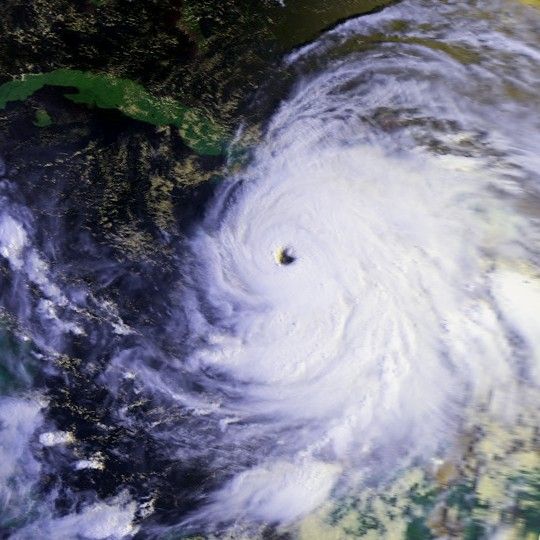
Gilbert tiếp cận Jamaica trong ngày 12 tháng 9

Nguồn gốc của bão Gilbert là từ một sóng nhiệt đới di chuyển ra khỏi vùng duyên hải Tây Bắc Phi vào ngày 3 tháng 9 năm 1988. Trong những ngày tiếp theo, sóng này đã đi qua vùng nhiệt đới Đại Tây Dương và phát triển ra một hoàn lưu gió trải rộng đến gần xích đạo. Hệ thống duy trì bất tổ chức cho đến ngày 8 tháng 9, thời điểm mà những hình ảnh vệ tinh đã chỉ ra một trung tâm hoàn lưu rõ nét đang tiến gần tới quần đảo Windward. Ngày hôm sau, bằng việc sử dụng kỹ thuật Dvorak, Trung tâm bão quốc gia Hoa Kỳ (NHC) đã phân loại hệ thống này là áp thấp nhiệt đới thứ mười hai (twelfth) của mùa bão Đại Tây Dương 1988; với vị trí của nó khi đó nằm cách Barbados khoảng 400 dặm (640 km) về phía Đông. Trong quãng thời gian vượt nhóm đảo Tiểu Antilles, áp thấp nhiệt đới đã thu thập sức mạnh đủ để được NHC nâng cấp lên thành bão nhiệt đới Gilbert.
Sau khi trở thành bão nhiệt đới, Gilbert đã trải qua một giai đoạn tăng cường đáng kể. Di chuyển qua khu vực phía Nam đảo Hispaniola, Gilbert đạt cấp độ bão cuồng phong vào cuối ngày 10 tháng 9 và bão cấp 3 vào ngày hôm sau. Tại thời điểm đó Gilbert được phân loại là một cơn bão lớn với sức gió duy trì một phút 125 dặm/giờ (200 km/giờ) và áp suất tối thiểu 960 mbar (hPa; 28,35 inHg). Cơn bão đã đổ bộ Jamaica trong ngày 12 tháng 9 với cường độ này. Mắt bão có bề rộng 15 dặm (25 km) đã di chuyển từ Đông sang Tây qua toàn bộ bề ngang của hòn đảo.

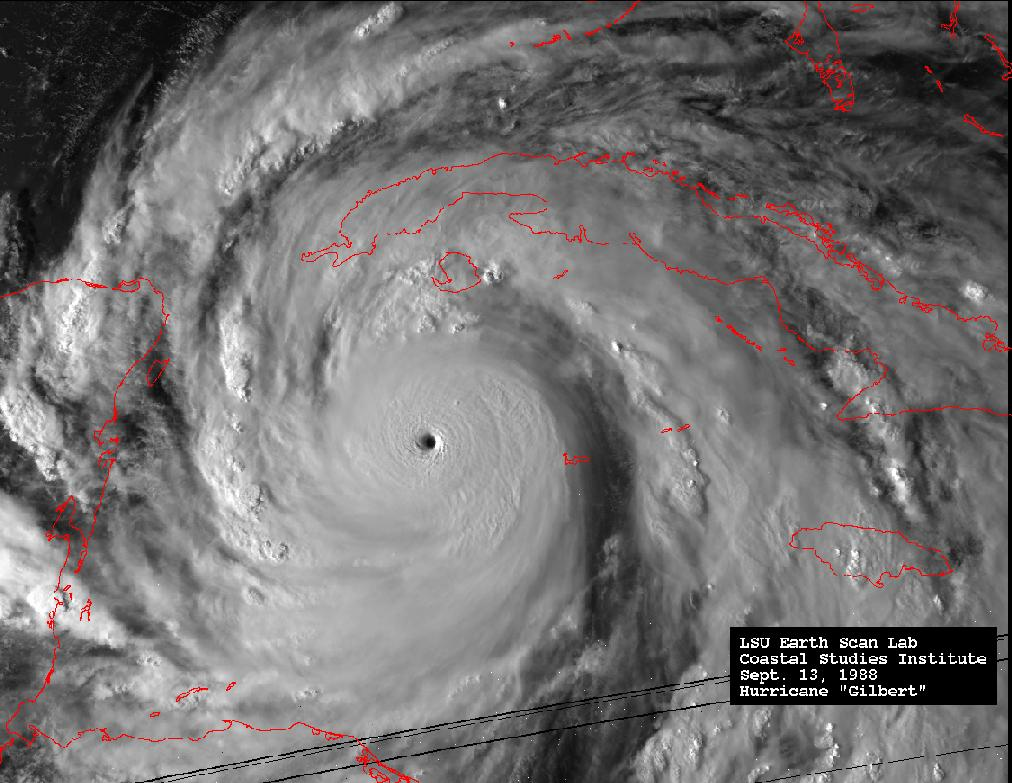
Gilbert đạt đỉnh trong ngày 13 tháng 9

Sau khi vượt qua Jamaica, Gilbert mạnh lên rất nhanh. Một trạm quan trắc trên đảo Grand Cayman đã ghi nhận gió giật đạt vận tốc 156 dặm/giờ (252 km/giờ) khi cơn bão di chuyển qua ngay sát phía Đông Nam hòn đảo trong ngày 13. Quá trình tăng cường mãnh liệt tiếp tục cho tới khi Gilbert đạt trị số áp suất tối thiểu 888 mbar (hPa; 26,22 inHg) cùng sức gió duy trì một phút 185 dặm/giờ (295 km/giờ), cho thấy áp suất đã giảm 72 mbar trong vòng 24 giờ. Mức áp suất thấp nhất từng quan trắc được ở Tây bán cầu này giúp Gilbert trở thành cơn bão Đại Tây Dương mạnh nhất từng ghi nhận cho tới khi bị bão Wilma vượt qua vào năm 2005.
Cơn bão đổ bộ lần thứ hai lên hòn đảo Cozumel ngay trước khi tiếp tục đổ bộ vào bán đảo Yucatán thuộc Mexico trong ngày 14 với trạng thái bão cấp 5, điều này làm cho Gilbert trở thành cơn bão Đại Tây Dương cấp 5 đầu tiên đổ bộ đất liền kể từ thời điểm bão David tấn công đảo Hispanola hồi năm 1979. Theo ước tính thì trị số áp suất thấp nhất của Gilbert lúc đổ bộ Cozumel là 900 mbar (26,6 inHg). Gilbert suy yếu nhanh chóng trong hành trình vượt qua đất liền trước khi tiến ra vịnh Mexico với trạng thái bão cấp 2. Gặp được môi trường biển, Gilbert mạnh trở lại khá nhanh. Vào ngày 16 tháng 9, cơn bão đổ bộ lần cuối cùng lên địa điểm gần La Pesca, Tamaulipas với sức gió khoảng 125 dặm/giờ (200 km/giờ), tương đương bão cấp 3 trong thang Saffir–Simpson.
Sang ngày 17 tháng 9, Gilbert tấn công thành phố Monterrey, Nuevo León rồi sau đó ngoặt lên phía Bắc. Cơn bão đã tạo ra 29 cơn lốc xoáy tại bang Texas trước khi di chuyển qua tiểu bang Oklahoma. Vào ngày 19 Gilbert bị một hệ thống áp suất thấp trên khu vực tiểu bang Missouri hấp thụ và cuối cùng nó đã chuyển đổi thành một xoáy thuận ngoại nhiệt đới trong cùng ngày.

## Chuẩn bị

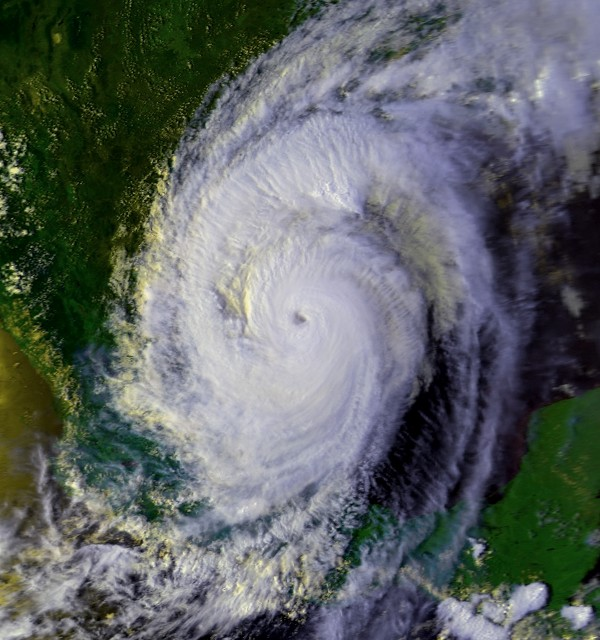
Gilbert đổ bộ vào Mexico trong ngày 16 tháng 9.

Vào cuối ngày 10 tháng 9, Trung tâm bão quốc gia Hoa Kỳ (NHC) đã ban bố cấp độ cảnh báo bão nhiệt đới (tropical storm  warning) cho vùng duyên hải phía Nam Cộng hòa Dominica và giám sát bão cuồng phong (hurricane watch) cho bán đảo Barahona. Sang sáng sớm ngày 11, mức độ báo động tại Barahona đã được nâng lên thành cảnh bão bão cuồng phong (hurricane warning). Trong ngày 11, NHC đã đặt các khu vực duyên hải phía Nam Cộng hòa Dominica, Jamaica, và vùng duyên hải Nam Cuba–phía Đông Cabo Cruz trong tình trạng giám sát bão cuồng phong; và với vùng duyên hải phía Nam Haiti là cảnh báo bão cuồng phong. Đến cuối ngày 11, NHC nâng mức báo động tại Jamaica lên thành cảnh báo bão cuồng phong.
Vào ngày 12 tháng 9, NHC tiếp tục đặt quần đảo Cayman và vùng duyên hải phía Nam Cuba–phần lãnh thổ trải dài đến Cienfuegos, trong tình trạng giám sát bão cuồng phong; đồng thời nâng mức độ báo động tại phần phía Đông Camagüey lên cảnh báo bão cuồng phong. Tối ngày 12, mức độ giám sát bão cuồng phong được phát đi cho bán đảo Yucatán–phần lãnh thổ nằm giữa Felipe Carrillo Puerto và Progreso, trong đó bao gồm các thành phố nghỉ dưỡng Cancún và Cozumel. Ngày hôm sau, Pinar del Río và Isla de la Juventud được đặt ở mức giám sát, còn quần đảo Cayman là cảnh báo bão cuồng phong. Khoảng trưa ngày 13, NHC nâng mức báo động tại Tây Cuba và bán đảo Yucatán lên thành cảnh báo bão cuồng phong. Vào quãng thời gian mà Gilbert tiến gần đến bán đảo Yucatán trong ngày 14, toàn bộ vùng ven biển nằm giữa Chetumal và Champotón được đặt dưới tình trạng cảnh báo bão cuồng phong, trong khi mức giám sát được phát đi cho quận Belize ở phía Bắc.
Khi mà Gilber đã tiến vào vịnh Mexico trong ngày 15, mức độ giám sát bão cuồng phong được ban bố cho vùng ven biển nằm giữa Port Arthur và Tampico; và với khu vực giữa Tampico và Port O'Connor là cảnh báo bão cuồng phong vào khoảng trưa ngày hôm đó.
Thống đốc tiểu bang Texas Bill Clements đã huy động các đơn vị vệ binh quốc gia tới những địa điểm dự kiến chịu ảnh hưởng. Trong khi Hãng hàng không Cayman đã sơ tán cư dân sống trên quần đảo Cayman trước thời điểm Gilbert tiến đến.

## Tác động
| Quốc gia          | Số người chết | Nguồn  | Thiệt hại   | Nguồn   |
| ----------------- | ------------- | ------ | ----------- | ------- |
| Mexico            | 202           | [ 11 ] | $2 tỷ       | [ 11 ]  |
| Jamaica           | 45            | [ 11 ] | $2 tỷ       | [ 11 ]  |
| Haiti             | 30            | [ 11 ] | $91,3 triệu | [ 12 ]  |
| Guatemala         | 12            | [ 11 ] | Không rõ    |         |
| Honduras          | 12            | [ 11 ] | Không rõ    |         |
| Cộng hòa Dominica | 5             | [ 11 ] | >$1 triệu   | [ 13 ]  |
| Venezuela         | 5             | [ 11 ] | $3 triệu    |         |
| Hoa Kỳ            | 3             | [ 11 ] | $80 triệu   | [ 14 ]  |
| Costa Rica        | 2             | [ 11 ] | Không rõ    |         |
| Nicaragua         | 2             | [ 11 ] | Không rõ    |         |
| St. Lucia         | 0             |        | $740 nghìn  | [ 15 ]  |
| Puerto Rico       | 0             |        | $200 nghìn  | [ 15 ]  |
| Tổng              | 318           | 318    | $5,1 tỷ     | $5,1 tỷ |

Bão Gilbert đã khiến 318 người thiệt mạng, hầu hết là ở Mexico. Không rõ tổng giá trị thiệt hại về vật chất chính xác là bao nhiêu, theo ước tính thì con số này là gần 7,1 tỷ USD (USD 1988). Báo cáo sơ bộ nhận định tổng thiệt hại ban đầu vượt quá 10 tỷ USD, tuy nhiên về sau thông số này đã không được xác nhận.

### Đông Caribe và Venezuela
Trong quãng thời gian đầu khi là một cơn bão nhiệt đới, Gilbert đã mang đến gió mạnh và mưa lớn cho rất nhiều hòn đảo tọa lạc trên vùng biển Đông Caribe. Tại St. Lucia, mưa lớn với lượng tối đa 12,8 inch (330 mm) ở thủ đô Castries đã dẫn tới lũ quét và sạt lở đất, tuy nhiên không thấy báo cáo về thiệt hại lớn đến các công trình. Thiệt hại tới vụ mùa chuối là 740.000 USD; trong khi Guadeloupe, St. Vincent, và Dominica cũng báo cáo con số gần tương tự. Một con đập bị vỡ đã làm ngập lụt một trong những đường băng tại Sân bay Quốc tế Hewanorra. Ở ngoài khơi, có sáu ngư dân đã mất tích khi Gilbert tiếp cận nhóm đảo Tiểu Antilles. Một vài trận lở đất đã xảy ra ở Dominica nhưng không gây hậu quả nghiêm trọng. Tại Barbados, mưa với lượng khoảng 5 inch (130 mm) đã dẫn tới lũ quét, thúc đẩy giới chức trách của đảo quốc này đóng cửa các trường học và cơ quan chính phủ. Người dân trên quần đảo Virgin thuộc Mỹ đã phải trải qua tình trạng ngập lụt và mất điện trên diện rộng trong vài ngày. Quần đảo Virgin thuộc Anh bị ảnh hưởng ít hơn. Tình trạng mất điện cũng xảy ra ở Puerto Rico và tổn thất về nông nghiệp tại đây ước đạt 200.000 USD.
Ở vùng miền Bắc Venezuela, những dải mưa từ cơn bão đã gây mưa xối xả dẫn tới lũ quét và sạt lở đất trên diện rộng; hậu quả khiến 5 người thiệt mạng, hàng trăm người mất nhà cửa và tổn thất ước tính là 3 triệu USD. Có 7 trường hợp thiệt mạng do bão được xác nhận tại Cộng hòa Dominica và Venezuela.

### Hispaniola
Mưa lớn bắt nguồn từ những dải mưa phía ngoài của bão Gilbert đã gây lũ lụt nghiêm trọng tại Cộng hòa Dominica và Haiti. Có ít nhất 9 người đã thiệt mạng tại Cộng hòa Dominica do hàng loạt con sông như sông Yuna tràn bờ. Cơn bão làm hư hại trạm phát điện chính ở Santo Domingo gây sự cố mất điện tạm thời cho hầu khắp thủ đô. Thiệt hại vật chất tại quốc gia này ước khoảng 1 triệu USD. Haiti chịu tổn thất lớn hơn với 53 trường hợp thiệt mạng, 10 trong số đó là ở ngoài khơi và thương vong đa phần xảy ra ở phần miền Nam đất nước. Bến cảng ở Jacmel đã bị những con sóng có độ cao 10 ft (3 m) phá hủy. Trước tình hình này, chính quyền Haiti đã ban bố tình trạng khẩn cấp cho toàn bộ bán đảo phía Nam. Tổng thiệt hại tại Haiti theo ước tính là 91,2 triệu USD.

### Jamaica
Bão Gilbert đã làm nước biển dâng cao 19 ft (5,8 m) và mang mưa với lượng 32,4 inch (823 mm) đến các vùng miền núi ở Jamaica dẫn tới lũ quét. 49 người đã thiệt mạng. Thủ tướng Edward Seaga phát biểu rằng những khu vực chịu ảnh hưởng nặng nề nhất ở gần địa điểm Gilbert đổ bộ trông như "Hiroshima sau khi bị ném bom nguyên tử." Cơn bão hủy hoại mùa màng, nhà cửa, các con đường...; thiệt hại là 4 tỷ USD (USD 1988). Có hai người đã được giải cứu trong những trận lở đất và được đưa đến bệnh viện. Không còn máy bay đến và đi từ thủ đô Kingston, trong khi đường dây điện thoại liên lạc giữa Jamaica và Florida đã bị tắc nghẽn.
Tại thủ đô Kingston, gió mạnh đã quật đổ hệ thống đường dây điện, làm cây cối bật gốc, san phẳng các hàng rào. Ở vùng duyên hải phía Bắc, những con sóng cao tới 20 ft (6,1 m) đã tấn công thành phố Ocho Rios, một khu du lịch nổi tiếng. Theo báo cáo, những chiếc máy bay tại Sân bay Quốc tế Norman Manley của thủ đô Kingston bị hư hại nghiêm trọng và toàn bộ các chuyến bay qua khu vực Jamaica từ Sân bay Quốc tế Miami đã bị hủy bỏ. Các ước tính không chính thức nhận định có ít nhất 30 người thiệt mạng. Thiệt hại về tài sản là hơn 200 triệu USD cùng hơn 100.000 ngôi nhà bị hư hại hoặc phá hủy. Loại cây trồng là chuối bị hủy hoại trên một diện tích lớn. Hàng trăm dặm đường bộ và xa lộ cũng chịu thiệt hại nặng. Theo báo cáo từ những chuyến bay trinh sát qua những vùng hẻo lánh của Jamaica thì có khoảng 80% số ngôi nhà trên đảo đã bị tốc mái. Tổn thất về nông nghiệp là 500 triệu USD (USD 1988). Gilbert là cơn bão gây thiệt hại nặng nề nhất trong lịch sử Jamaica và là cơn bão khốc liệt nhất tại đây kể từ bão Charlie năm 1951.

### Quần đảo Cayman
Vào sáng sớm ngày 13 tháng 9, Gilbert di chuyển qua địa điểm cách quần đảo Cayman 30 dặm (48 km) về phía Nam. Đã có báo cáo về gió giật đạt vận tốc 157 dặm/giờ (253 km/giờ). Tuy nhiên, do tốc độ di chuyển nhanh của Gilbert, quần đảo này phần nhiều đã thoát được cơn bão. Thiệt hại được giảm thiểu nhờ độ sâu của vùng biển xung quanh đã hạn chế nước biển dâng cao. Dù vậy cũng đã có những tổn thất lớn về mùa màng, cây cối, những đồng cỏ, cùng một số căn nhà, giá trị dự kiến khoảng hàng triệu USD; cùng với đó là ít nhất 50 người mất nhà cửa.

### Trung Mỹ và Mexico
| Hạng                                 | Bão         | Mùa bão | Áp suất khi đổ bộ |
| ------------------------------------ | ----------- | ------- | ----------------- |
| 1                                    | "Labor Day" | 1935    | 892 mbar (hPa)    |
| 2                                    | Gilbert     | 1988    | 900 mbar (hPa)    |
| 3                                    | Dean        | 2007    | 905 mbar (hPa)    |
| Nguồn: Trung tâm bão quốc gia Hoa Kỳ |             |         |                   |

Tại Bắc Trung Mỹ, mưa lớn bắt nguồn từ những dải mưa phía ngoài của Gilbert đã khởi động những cơn lũ quét chết chóc. Mưa và gió mạnh còn lan đến Guatemala, Belize, và Honduras. Tại Honduras có ít nhất tám người đã thiệt mạng và 6.000 người trở nên vô gia cư, cùng khoảng 11.000 hecta hoa màu bị ngập lụt. Tổng số trường hợp thiệt mạng tại Trung Mỹ là 21, 16 trong số đó xảy ra ở Guatemala, và 5 ở Nicaragua.

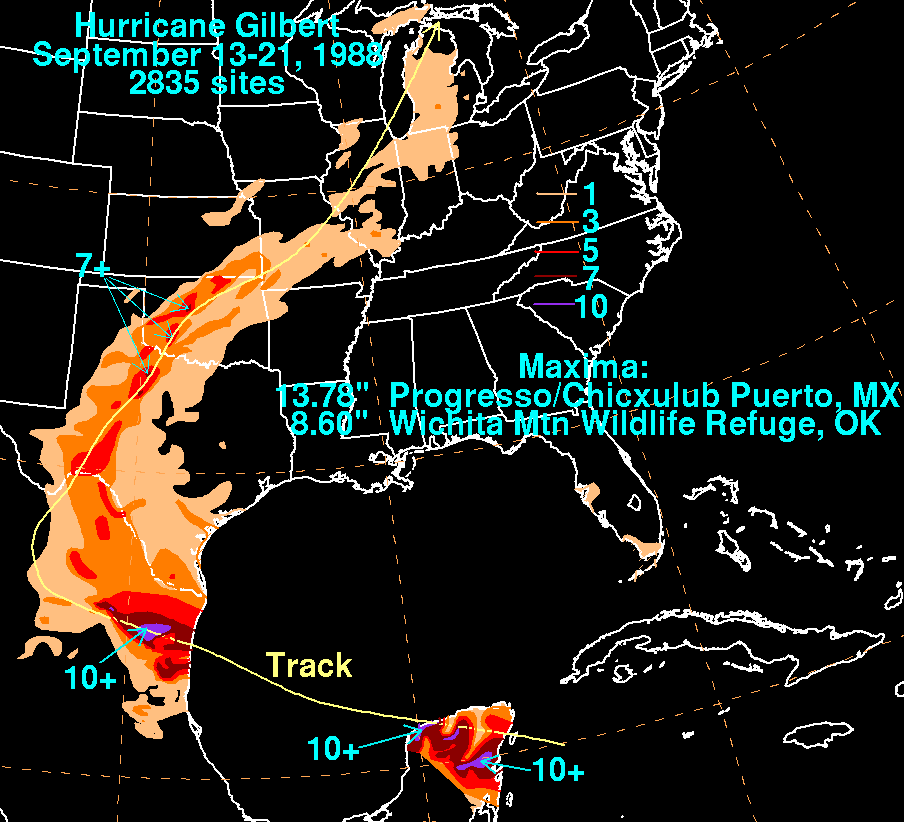
Lượng mưa tại Mỹ và Mexico từ cơn bão

Đã có 35,000 người mất nhà cửa và 83 con tàu bị chìm khi Gilbert tấn công bán đảo Yucatán, cùng với đó là 60.000 ngôi nhà bị phá hủy và thiệt hại ước khoảng từ 1 đến 2 tỷ USD (USD 1989). Ở vùng Cancún, Gilbert mang tới những con sóng có độ cao 23 ft (7 m) đã rửa trôi 60% diện tích bờ biển của thành phố. Nước biển dâng do bão đã xâm nhập vào sâu 3,1 dặm (5 km) trong đất liền. Theo ước tính, sự giảm sút trong hoạt động du lịch vào các tháng 10, 11 và 12 năm 1988 gây thiệt hại 87 triệu USD (USD 1989). Mưa tại bán đảo Yucatán đạt lượng tối đa 13,78 inch (350 mm), cụ thể là ở thành phố Progreso.
Monterrey, thành phố lớn thứ ba của Mexico, đã trải qua điều kiện gió mạnh, mưa như trút, và lũ quét xảy ra ở nhiều nơi vào khoảng thời gian Gilbert hoành hành. Đã có hơn 60 người chết vì lũ, bên cạnh đó là nỗi lo 150 người khác thiệt mạng khi 5 chiếc xe buýt chở những người đi di tản bị lật trong dòng nước. Sáu cảnh sát cũng đã thiệt mạng vì bị nước cuốn trôi khi đang cố gắng giải cứu những hành khách mắc kẹt trong những chiếc xe buýt. Người dân Monterrey lâm vào cảnh không có điện, nước sạch, và điện thoại liên lạc do tuyến đường dây bị hư hại. Khi nước rút, xe cộ bắt đầu lộ ra với tình trạng bị lật và kẹt trong bùn đất. Thống đốc bang Quintana Roo Miguel Borje thông báo về mức độ thiệt hại tại Cancún là hơn 1,3 tỷ peso Mexico (peso 1988; 500 triệu USD) theo ước tính. Hơn 5.000 du khách người Mỹ đã được di tản khỏi Cancún. Ở Saltillo có năm người chết vì tai nạn giao thông mà nguyên nhân là do mưa lớn, cùng với đó là gần 1.000 người mất nhà cửa. Mưa tại vùng Đông Bắc Mexico đạt lượng tối đa hơn 10 inch (250 mm) xảy ra cục bộ ở một số khu vực trong nội địa thuộc bang Tamaulipas. Tại Coahuila có 5 người chết do bị nước cuốn trôi; trong đó có một nhân viên y tế và một phụ nữ mang thai, nguyên nhân do chiếc xe cấp cứu của Hội Chữ thập Đỏ rơi vào một lạch lũ gần Los Chorros sau khi cây cầu bị sập. Ngoài việc tạo ra một vài cơn lốc xoáy, cơn bão còn làm cho khu rừng thuộc bang Quintana Roo bị rụng lá đáng kể. Các mảnh rác vụn do bão thổi bay đã trở thành nhiên liệu cho một vụ cháy xảy ra vào năm 1989 thiêu rụi một diện tích 460 dặm2 (1.200 km2).

### Hoa Kỳ

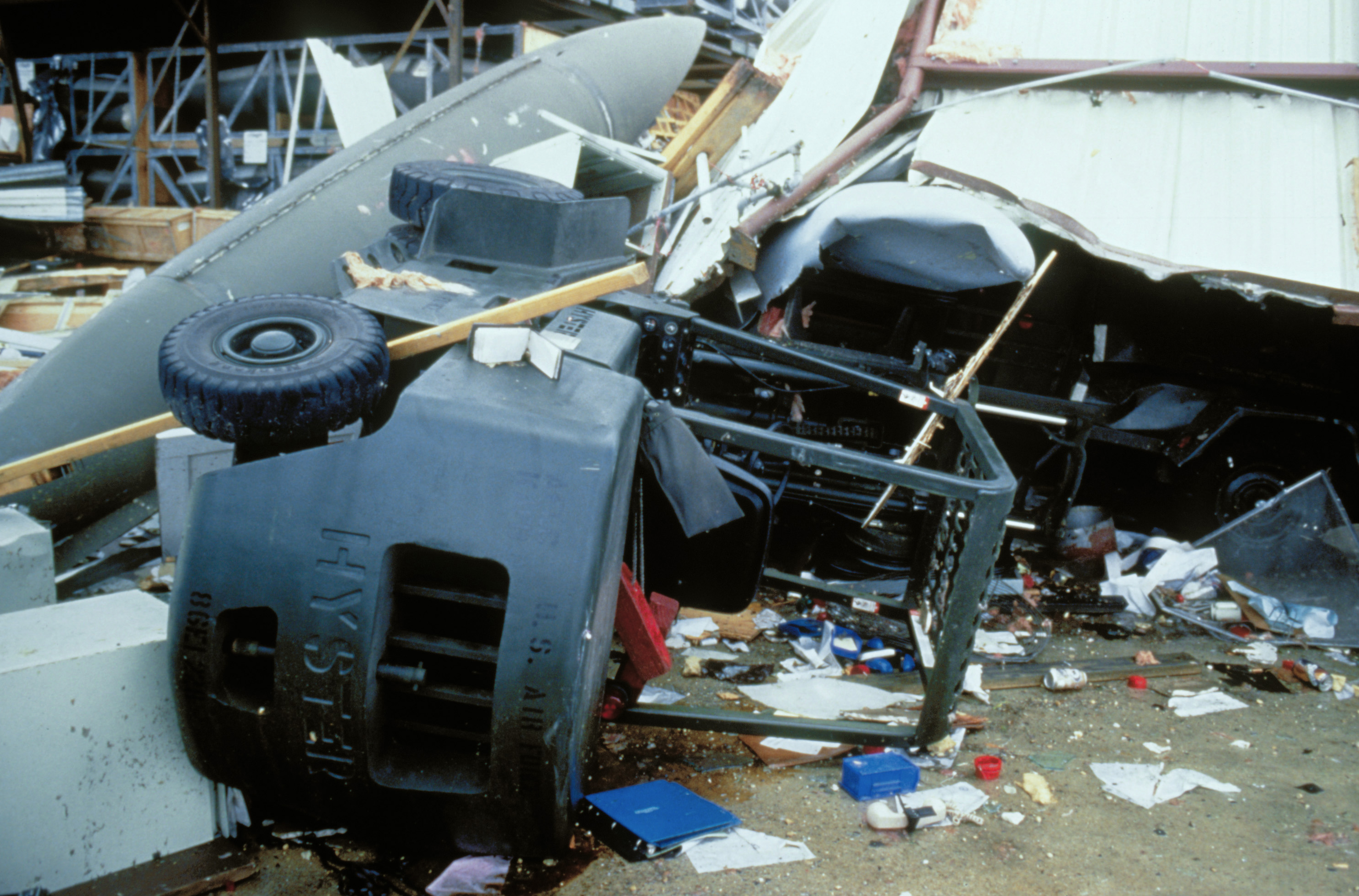
Thiệt hại tại Căn cứ Không quân Kelly, Texas

Bất chấp những quan ngại rằng Texas có thể phải hứng chịu sự đổ bộ trực tiếp, thực tế chỉ có báo cáo về thiệt hại nhỏ ở vùng miền Nam Texas. Gió giật đạt mức cuồng phong tại một vài địa điểm, nhưng tiểu bang chịu ảnh hưởng chính bởi xói mòn bờ biển do nước biển dâng cao từ 5–5 ft cùng lốc xoáy tác động chủ yếu tới vùng San Antonio. Gilbert tạo ra 29 cơn lốc xoáy tại Texas, ít nhất hai trong số đó làm chết người. Các ước tính thì nhận định có từ 30 đến hơn 60 trận lốc xoáy tấn công 25 quận của Texas, 9 trong số đó xảy ra ở San Antonio, nơi mà một người phụ nữ đã thiệt mạng khi đang ngủ trong căn nhà di động. Khu vực từ Corpus Christi và Brownsville, về phía Bắc đến San Antonio, về phía Tây đến Del Rio ghi nhận 40 cơn lốc xoáy. Tình trạng thảm họa lớn được ban bố vào ngày 5 tháng 10 năm 1988 cho tiểu bang Texas.
Lượng mưa cao nhất từ Gilbert là 8,6 inch (220 mm) ghi nhận tại tiểu bang Oklahoma. Những địa điểm bị cô lập tại Texas và Oklahoma báo cáo lượng mưa hơn 7 inch (180 mm), trong khi tại vùng trung tâm tiểu bang Michigan xảy ra mưa với lượng vừa ở mức 3 inch (76 mm). Tổng thiệt hại do bão tại Hoa Kỳ ước đạt 80 triệu USD (USD 1998).

## Sau cơn bão
| Những cơn bão mạnh nhất trên Đại Tây Dương                                          | Những cơn bão mạnh nhất trên Đại Tây Dương | Những cơn bão mạnh nhất trên Đại Tây Dương | Những cơn bão mạnh nhất trên Đại Tây Dương | Những cơn bão mạnh nhất trên Đại Tây Dương | Những cơn bão mạnh nhất trên Đại Tây Dương |
| Hạng                                                                                | Bão                                        | Mùa bão                                    | Áp suất                                    | Áp suất                                    |                                            |
| Hạng                                                                                | Bão                                        | Mùa bão                                    | hPa                                        | inHg                                       |                                            |
| ----------------------------------------------------------------------------------- | ------------------------------------------ | ------------------------------------------ | ------------------------------------------ | ------------------------------------------ | ------------------------------------------ |
| 1                                                                                   | Wilma                                      | 2005                                       | 882                                        | 26,05                                      |                                            |
| 2                                                                                   | Gilbert                                    | 1988                                       | 888                                        | 26,23                                      |                                            |
| 3                                                                                   | "Labor Day" ("Ngày Lao động")              | 1935                                       | 892                                        | 26,34                                      |                                            |
| 4                                                                                   | Rita                                       | 2005                                       | 895                                        | 26,43                                      |                                            |
| 5                                                                                   | Allen                                      | 1980                                       | 899                                        | 26,55                                      |                                            |
| 6                                                                                   | Camille                                    | 1969                                       | 900                                        | 26,58                                      |                                            |
| 7                                                                                   | Katrina                                    | 2005                                       | 902                                        | 26,64                                      |                                            |
| 8                                                                                   | Mitch                                      | 1998                                       | 905                                        | 26,73                                      |                                            |
| 8                                                                                   | Dean                                       | 2007                                       | 905                                        | 26,73                                      |                                            |
| 10                                                                                  | "Cuba"                                     | 1924                                       | 910                                        | 26,88                                      |                                            |
| 10                                                                                  | Ivan                                       | 2004                                       | 910                                        | 26,88                                      |                                            |
| Nguồn: Cơ sở dữ liệu về các cơn bão Đại Tây Dương của Trung tâm Bão Quốc gia Hoa Kỳ |                                            |                                            |                                            |                                            |                                            |

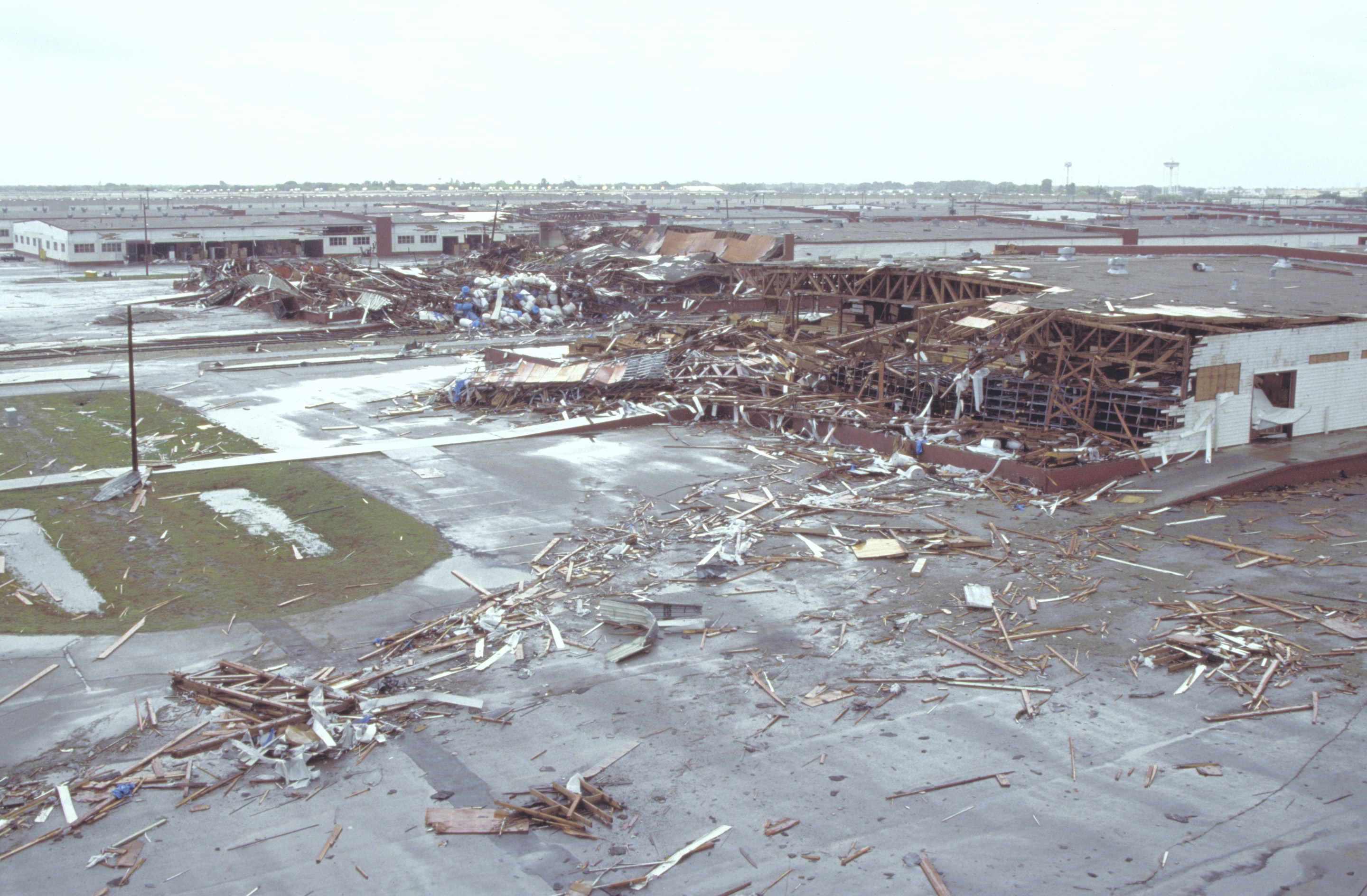
San Antonio sau bão

Tổng giá trị thiệt hại về vật chất theo ước tính là 7,1 tỷ USD (USD 1988). Số nạn nhân thiệt mạng được xác nhận là 433, dù con số cuối cùng không thể xác định do vẫn còn nhiều trường hợp mất tích tại Mexico. Gilbert là cơn bão thảm khốc nhất trong lịch sử Jamaica và là cơn bão mạnh nhất tấn công Mexico từng được ghi nhận. Do hậu quả to lớn mà bão gây ra, Tổ chức Khí tượng Thế giới đã khai tử tên Gilbert vào mùa xuân năm 1989; đây là tên bão đầu tiên bị khai tử kể từ bão Gloria năm 1985 và nó sẽ không bao giờ còn được dùng để đặt tên cho một cơn bão Đại Tây Dương. Thay thế cho Gilbert là Gordon và tên này bắt đầu được sử dụng từ mùa bão Bắc Đại Tây Dương 1994.
Thiệt hại do Gilbert gây ra tại Jamaica lớn tới mức sau khi cơn bão đi qua được vài ngày, Lovindeer, một trong những DJ hàng đầu của quốc đảo này đã phát hành một đĩa đơn mang tên Wild Gilbert. Đây là đĩa reggae bán chạy nhất trong lịch sử âm nhạc Jamaica.
Vào ngày 13 tháng 9, áp suất tại tâm bão Gilbert đã giảm xuống mức thấp kỷ lục 888 mbar (hPa; 26,22 inHg), vượt qua con số 892 mbar (hPa; 26,34 inHg) của bão Labor Day năm 1935; điều này giúp Gilbert trở thành xoáy thuận nhiệt đới mạnh nhất từng ghi nhận trên Đại Tây Dương ở thời điểm đó. Khoảng hơn 17 năm sau, vào tháng 10 năm 2005, bão Wilma đã đạt đỉnh với trị số áp suất 882 mbar (hPa; 26,05 inHg), đoạt lấy vị thế cơn bão Đại Tây Dương mạnh nhất của Gilbert. Bên cạnh là xoáy thuận nhiệt đới mạnh nhất tấn công Jamaica từng ghi nhận, Gilbert còn mang tới một lượng mưa kỷ lục 27,56 in (700 mm), hiện xếp thứ 4 về tổng số lượng mưa đến từ một cơn bão tại Jamaica.